# Notre-Dame-de-Commiers
Notre-Dame-de-Commiers – miejscowość i gmina we Francji, w regionie Owernia-Rodan-Alpy, w departamencie Isère.
Według danych na rok 1990 gminę zamieszkiwały 302 osoby, a gęstość zaludnienia wynosiła 63 osób/km² (wśród 2880 gmin regionu Rodan-Alpy Notre-Dame-de-Commiers plasuje się na 1327. miejscu pod względem liczby ludności, natomiast pod względem powierzchni na miejscu 1531.).